# Erhard Keller
Erhard Keller (Günzburg, 24 dicembre 1944) è un ex pattinatore di velocità su ghiaccio tedesco occidentale.

## Palmarès

### Olimpiadi invernali
- Oro a Grenoble 1968 nei 500 metri.
- Oro a Sapporo 1972 nei 500 metri.

### Mondiali
- Oro a Inzell 1971 nello sprint.